# Maybe It's Me
Maybe It's Me é uma sitcom americana que foi ao ar no canal The WB. Foi ao ar pela primeira vez em 5 de outubro de 2001 e terminou em 3 de maio de 2002. A série foi criada e produzida por Suzanne Martin, ex-roteirista de Frasier' e Ellen.

## Enredo
A série é centrada na vida da adolescente Molly Stage (Reagan Dale Neis) e sua excêntrica e muitas vezes embaraçosa família, incluindo sua mãe insanamente frugal, interpretada por Julia Sweeney, e seu pai obcecado por futebol, interpretado por Fred Willard, seus dois irmãos mais velhos, suas irmãs gêmeas e seus avós. Ao longo da série, Molly lidou com muitas situações em que sua família a envergonhou em diversas ocasiões. Nunca sozinha em seus perigos, ela tem ao seu lado sua melhor amiga Mia (Vicki Davis), que tem uma paixão insana por Grant (Patrick Levis), irmão mais velho de Molly que é um cristão convertido. Enquanto seu irmão mais velho e egoísta, Rick (Andrew Walker) constantemente se mete em confusão.

## Título original para a série
Durante a apresentação inicial para a emissora, o programa foi originalmente intitulado Maybe I'm Adopted, mas após feedback negativo, o programa foi re-intitulado. O show foi único, com gráficos pop-up na tela, um conceito originalmente proposto por Stan Rogow para outra série de comédia produzida pela Disney, Lizzie McGuire.

## Elenco
- Julia Sweeney como Mary Stage
- Reagan Dale Neis como Molly Stage
- Patrick Levis como Grant Stage
- Ellen Albertini Dow como vovó Harriet Krupp
- Andrew Walker como Rick Stage
- Daniella Canterman como Rick Stage
- Deanna Canterman como Cindy Stage
- Vicki Davis como Mia
- Fred Willard como Jerry Stage
- Dabbs Greer como vovô Fred Stage #1 (21 episódios)
- Walter Marsh como vovô Fred Stage #2 (1 episódio: Piloto)
- Shaun Sipos como Nick Gibson (8 episódios)
- Noah Bastian como Ben (6 episódios)

## Episódios
| # | Título                              | Diretor          | Roteirista                   | Exibição original       | Exibição no Brasil | Código de produção | Audiência |
| --- | ----------------------------------- | ---------------- | ---------------------------- | ----------------------- | ------------------ | ------------------ | --------- |
| 1 | "The Pilot Episode"                 | Bryan Gordon     | Suzanne Martin               | 5 de outubro de 2001    |                    | 475347             | ASD       |
| Molly flerta com um colega bonito e fica muito chateada quando Mary o convida para jantar. |                                     |                  |                              |                         |                    |                    |           |
| 2 | "The "Hair" Episode"                | Lev L. Spiro     | Ellen Byrom & Lissa Kapstrom | 12 de outubro de 2001   |                    | 227502             | ASD       |
| Molly está mortificada ao saber que seus pais estão planejando aparecer em uma produção teatral local de Hair, que pode incluir uma cena de nudez. Enquanto isso, Fred está chateado com a atração de Harriet por sua melhor amiga. |                                     |                  |                              |                         |                    |                    |           |
| 3 | "The Cheerleader Episode"           | Danny Leiner     | Jeff Martin & Suzanne Martin | 19 de outubro de 2001   |                    | 227504             | ASD       |
| Molly se junta a equipe de líderes de torcida da escola para estar mais perto de Nick. Enquanto isso, Jerry e Rick criam bigodes para impressionar as mulheres. |                                     |                  |                              |                         |                    |                    |           |
| 4 | "The Halloween Episode"             | Lev L. Spiro     | Ellen Byrom & Lissa Kapstrom | 26 de outubro de 2001   |                    | 227505             | ASD       |
| Molly deve lidar com um coração partido no Halloween e busca conforto de sua família, que prefere sair em busca do feriado. |                                     |                  |                              |                         |                    |                    |           |
| 5 | "The Birthday Episode"              | Bryan Gordon     | Jillian Tohber               | 2 de novembro de 2001   |                    | 227503             | ASD       |
| Molly celebra seu aniversário de 16 anos e suporta os rituais bizarros de sua família, que incluem músicas peculiares e um jantar de frutos do mar no mesmo restaurante onde as crianças legais da escola de Molly estão saindo. |                                     |                  |                              |                         |                    |                    |           |
| 6 | "The Magic CD Episode"              | Bryan Gordon     | Ben Kull                     | 9 de novembro de 2001   |                    | 227506             | ASD       |
| Molly encontra um CD descartado com uma mistura eclética de canções de amor, e ela decide encontrar a pessoa que o gravou. |                                     |                  |                              |                         |                    |                    |           |
| 7 | "The Mini-Jerry Episode"            | Peter Werner     | Susan Nirah Jaffee           | 16 de novembro de 2001  |                    | 227508             | ASD       |
| Jerry arranja Molly com um veterano do ensino médio que trabalha em seu escritório e tem quase os mesmos traços de personalidade que seu pai. |                                     |                  |                              |                         |                    |                    |           |
| 8 | "The Exchange-Student Episode"      | Bryan Gordon     | Jeff Martin & Suzanne Martin | 7 de dezembro de 2001   |                    | 227501             | ASD       |
| Jerry concorda em abrigar um estudante de intercâmbio do Brasil depois de saber que a menina joga no time de futebol olímpico do país. Enquanto isso, Molly está chateada por não poder ir a uma festa com Nick porque está programada para a mesma noite que um recital de piano feito pelos gêmeos.                                                                     |                                     |                  |                              |                         |                    |                    |           |
| 9 | "The Lunch Lady Episode"            | Jamie Babbit     | Ellen Byrom & Lissa Kapstrom | 14 de dezembro de 2001  |                    | 227510             | ASD       |
| Molly sugere que Mary arranje um novo emprego para sacudir as coisas em sua vida. Mas as coisas tomam um rumo errado quando o novo trabalho é uma moça de almoço na escola de Molly. Enquanto isso, Rick fica deprimido depois que uma mulher atraente o recusa para um encontro.                                                                                         |                                     |                  |                              |                         |                    |                    |           |
| 10 | "The Romeo & Juliet Episode"        | Michael Katleman | Susan Nirah Jaffee           | 11 de janeiro de 2002   |                    | 227512             | ASD       |
| Molly encontra um cara bonito do lado de fora do escritório de seu pai, mas logo descobre que o menino é o filho do rival de negócios de Jerry, um cirurgião ocular a laser. Enquanto isso, um atraente funcionário de uma loja de departamentos mostra interesse em Grant, apesar das tentativas de Rick de cortejá-la.                                                  |                                     |                  |                              |                         |                    |                    |           |
| 11 | "The Snow Day Episode"              | Lev L. Spiro     | Ellen Byron & Lissa Kapstrom | 18 de janeiro de 2002   |                    | 227513             | ASD       |
| Molly e Grant limpam o sótão durante um dia de folga da escola e, acidentalmente, derramam tinta no vestido de casamento de sua mãe; Rick bebê senta os gêmeos em seu quarto, onde eles forçam seu irmão a participar de uma festa de chá humilhante. |                                     |                  |                              |                         |                    |                    |           |
| 12 | "The Dutch Heritage Episode"        | Bryan Gordon     | Jeff Martin & Suzanne Martin | 1 de fevereiro de 2002  |                    | 227514             | ASD       |
| Molly ganha uma chance de concorrer a uma bolsa de estudos de herança holandesa para a faculdade, apenas para descobrir que sua família não é realmente holandesa. Enquanto isso, Grant tem dificuldade em dormir por causa de sonhos românticos recorrentes sobre Mia.                                                                                                   |                                     |                  |                              |                         |                    |                    |           |
| 13 | "The Fever Episode"                 | Tom Moore        | Ben Kull                     | 15 de fevereiro de 2002 |                    | 227511             | ASD       |
| Jerry decide construir um barco e ele pede a ajuda de sua família, mas Rick fica com a maior parte do trabalho. Enquanto isso, Molly se liga com a família de um cara que ela quer namorar. |                                     |                  |                              |                         |                    |                    |           |
| 14 | "The Wedding and a Funeral Episode" | Jamie Babbit     | Jeff Martin & Suzanne Martin | 22 de fevereiro de 2002 |                    | 227516             | ASD       |
| Harriet pede a sua família para realizar um funeral para ela e pede que sua sobrinha Tillie (Naomi Judd) tenha permissão para participar, apesar de uma fissura que existe entre Tillie e Mary. Enquanto Molly organiza o encontro, Rick luta com o elogio que sua avó lhe pediu para escrever.                                                                           |                                     |                  |                              |                         |                    |                    |           |
| 15 | "The Video Episode"                 | Danny Leiner     | Susan Nirah Jaffee           | 15 de março de 2002     |                    | 227515             | ASD       |
| Quando Molly decide se candidatar a presidente do corpo estudantil, ela lança Grant em um vídeo musical anunciando sua candidatura. Mas a aparição de Grant no vídeo prova ser tão popular, todos na escola pensam que ele é realmente aquele que corre para a posição.                                                                                                   |                                     |                  |                              |                         |                    |                    |           |
| 16 | "The Baby Episode"                  | Peter Lauer      | Susan Nirah Jaffee           | 22 de março de 2002     |                    | 227519             | ASD       |
| Um bebê é deixado em um berço na varanda dos estágios com uma nota escrita pela mãe, alegando que Rick é o pai da criança. Enquanto Rick tenta encontrar a mulher, Molly está presa cuidando da criança e os gêmeos competem com a nova chegada pela atenção de seus pais.                                                                                                |                                     |                  |                              |                         |                    |                    |           |
| 17 | "The Crazy-Girl Episode"            | Jamie Babbit     | Susan Nirah Jaffee           | 29 de março de 2002     |                    | 227507             | ASD       |
| Molly descobre que os Stages não são a única família maluca da cidade. Ela conhece os Finns (Susan Ruttan e Howard Hesseman]), uma família que acredita na filosofia "Se você não se sente bem, não precisa fazê-lo". |                                     |                  |                              |                         |                    |                    |           |
| 18 | "The Lab Partner Episode"           | Michael Lange    | Ellen Byrom & Lissa Kapstrom | 5 de abril de 2002      |                    | 227509             | ASD       |
| A nova parceira de laboratório de Molly na aula de ciências é a atual namorada de Nick, com quem Molly logo se liga depois que Nick deixa a garota popular. Enquanto isso, Jerry organiza para levar Mary para um clube de swing para comemorar seu aniversário, não percebendo que não é um grupo de dança, mas sim uma festa de troca de casais.                        |                                     |                  |                              |                         |                    |                    |           |
| 19 | "The Rick's in Love Episode"        | Peter Werner     | Ellen Byrom & Lissa Kapstrom | 12 de abril de 2002     |                    | 227517             | ASD       |
| Molly ensina Rick como ser sensível quando ele começa a namorar uma nova garota. Enquanto isso, Mary é obcecada em documentar o passado de sua mãe. |                                     |                  |                              |                         |                    |                    |           |
| 20 | "The Quahog Festival Episode"       | Lev L. Spiro     | Phil Baker & Drew Vaupen     | 19 de abril de 2002     |                    | 227518             | ASD       |
| Mary entra em Molly no concurso anual do Festival de Quahog da cidade, no qual Molly nem sequer quer participar até que a equipe vencedora entre mãe e filha reinante The Kimberlys (Morgan Fairchild e Keri Lynn Pratt) diga palavras ofensivas sobre Maria. Enquanto isso, Jerry recruta Grant para ajudá-lo a construir um carro alegórico para o desfile do festival. |                                     |                  |                              |                         |                    |                    |           |
| 21 | "The Prom Episode" (Part 1)         | Bryan Gordon     | Ellen Byrom & Lissa Kapstrom | 26 de abril de 2002     |                    | 227520             | ASD       |
| Molly desenvolve sentimentos por sua amiga Ben (Noah Bastian) e ela considera pedir a ele para o baile de formatura. Enquanto isso, Rick descobre que seu nome está na escritura do Palco e, inadvertidamente, ele perde a propriedade em um jogo de cartas. |                                     |                  |                              |                         |                    |                    |           |
| 22 | "The Prom Episode" (Part 2)         | Michael Katleman | Yolanda Ferraloro            | 3 de maio de 2002       |                    | 227521             | ASD       |
| Molly se prepara para ir ao baile com Ben, mas Rick perde a escritura para a casa de Tony Dirico (John Caponera) e deve namorar o filho nerd de Tony, Forest (Samm Levine) para conseguir a casa de volta. |                                     |                  |                              |                         |                    |                    |           |